# Carmen Monné
Carmen Monné (Nova York, 1895 – San Sebastián, 1959) foi uma pintora espanhola que esteve casada, desde 1919 com Ricardo Baroja (de quem era colaboradora).
Junto a sua cunhada Carmen Baroja foi impulsionadora da associação teatral El Mirlo Blanco, que se dedicava à representação de peças dramáticas no próprio domicílio familiar dos Baroja, um hotel situado na rua Mendizábal n.º 24 de Madrid.
Apoiou a criação do Lyceum Club Femenino, que procurava apoios financeiros. Carmen Monné propôs a realização de representações teatrais no Mirlo Blanco a benefício da associação.